# Kumho Tire

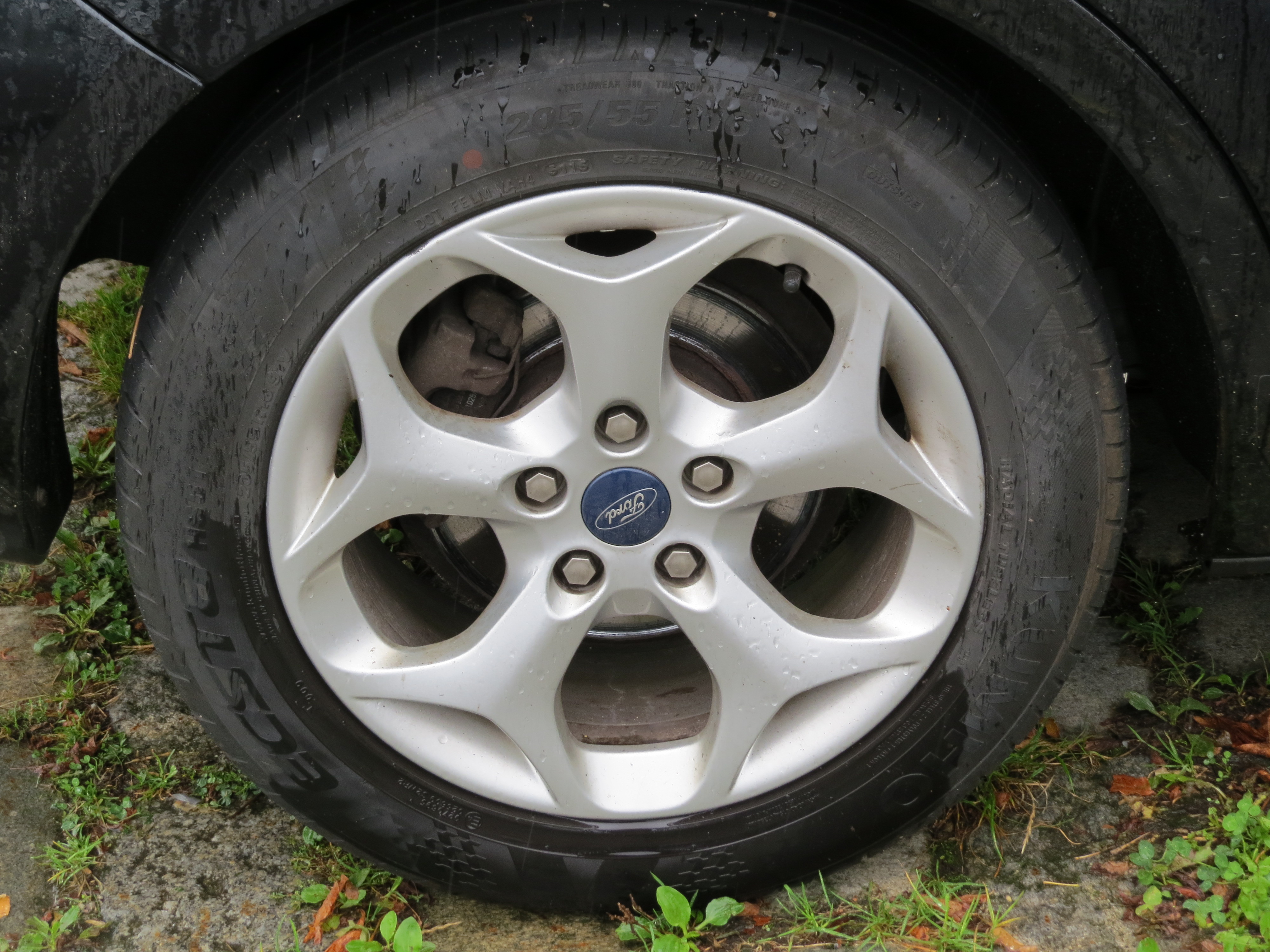
Autoreifen Kumho Ecsta HS51 auf einer Leichtmetallfelge in der Dimension 205/55 R 16 (2017)

Kumho Tire, auch Kumho Tyre, ist ein südkoreanischer Reifenhersteller mit Hauptsitz in Seoul. Das Unternehmen wurde 1960 gegründet und war bis 2018 Teil der südkoreanischen Kumho Asiana Group. Mit über 11.000 Mitarbeitern weltweit entwickelt, produziert und vertreibt Kumho Tire vorwiegend Autoreifen für PKW, Transporter und LKW.
Der europäische Verwaltungssitz des Unternehmens ist in Offenbach am Main.

## Geschichte

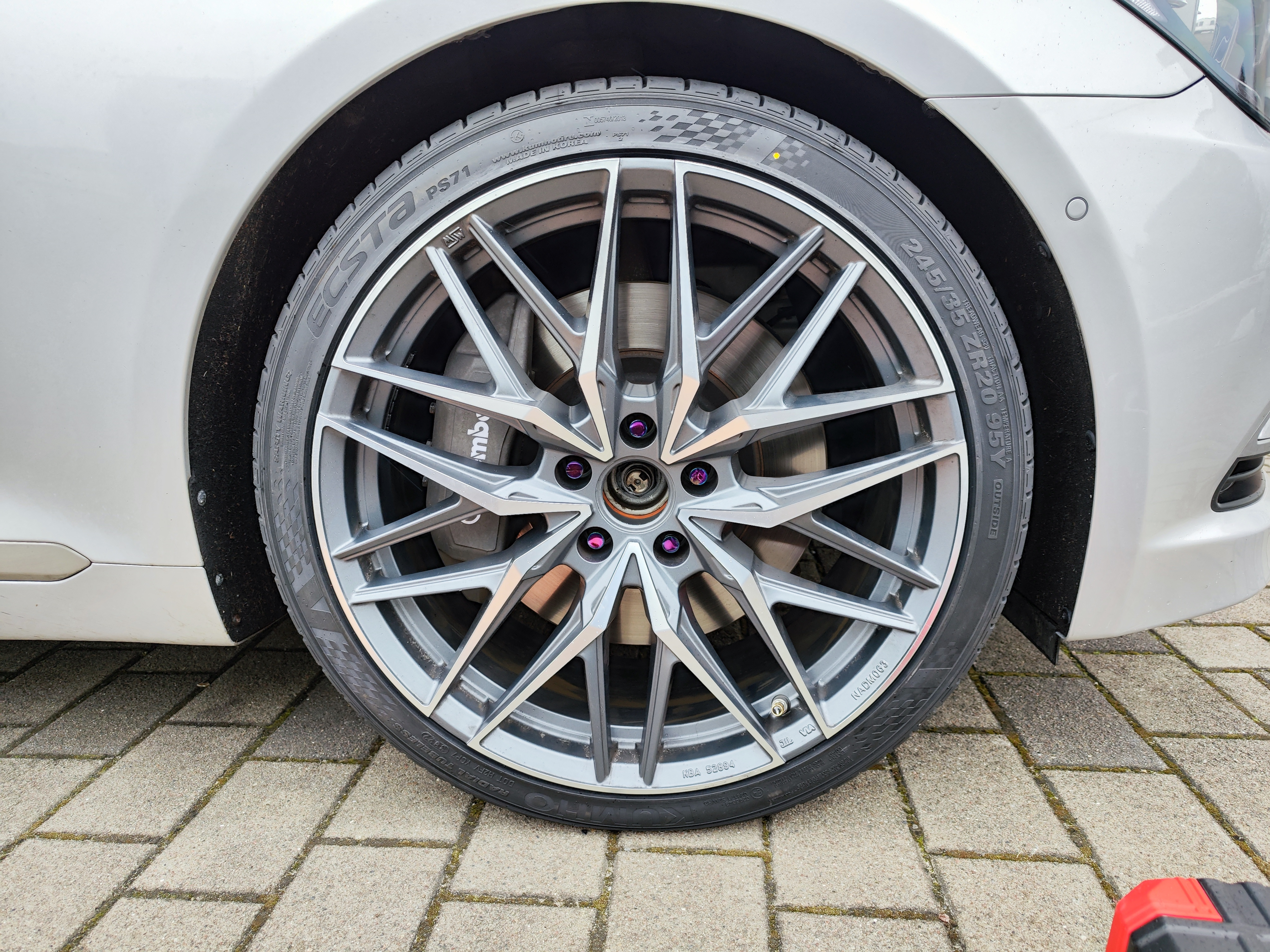
Kumho Ecsta PS71 in den Maßen 245/35 R20 (UHP-Reifen / 2023)

Kumho Tire wurde 1960 als Samyang Tire Co. von Incheon Park gegründet, da er Schwierigkeiten bei der Beschaffung von qualitativen Reifen für sein Geschäft Gwangju Transport hatte und sich entschied, seine Reifen selbst zu produzieren. Fünf Jahre später eröffnete das Unternehmen sein erstes Überseegeschäft in Thailand. 1971 wurde das erste Produktionswerk im koreanischen Songjeong in Betrieb genommen. 1976 produzierte Kumho Tire erstmals über 1 Million Reifen pro Jahr.
In den 1990er Jahren gründete Kumho Tire Forschungs- und Entwicklungszentren in Europa und den USA und begann mit der Forschung an Rennreifen für den Einsatz im Motorsport.
2018 wurde das Unternehmen durch die Chinesische Qingdao Double Star Group übernommen.

## Unternehmen

### Konzernstruktur
Mit Hauptsitz in Seoul betreibt Kumho Tire weltweit acht Übersee-Vertriebsgesellschaften, 14 Niederlassungen und fünf Forschungs- und Entwicklungszentren. Den größten Anteil an Kumho Tire hält die Xingwei Korea Company Limited, eine Tochter der Qingdao Double Star Group.

### Produktionswerke
Es werden weltweit acht Produktionswerke betrieben:
- Pyeongtaek, Korea
- Gwangju, Korea
- Gokseong-gun, Korea
- Nanjing, China
- Tianjin, China
- Changchun, China
- Bình Dương, Vietnam
- Georgia, USA

### Forschungs- und Entwicklungszentren
Es gibt fünf Forschungs- und Entwicklungszentren:
- Kumho Tire Performance Center, Gwangju, Korea
- Kumho Tire Research & Development Center, Yongin, Korea
- Kumho Tire America Technical Center, Ohio, USA
- Kumho Tire Europe Technical Center, Mörfelden-Walldorf, Deutschland
- Kumho Tire China Technical Center, Tianjin, China

## Sonstiges
Das Unternehmen verwendet in seinem Namen verschiedene Formen des englischen Wortes für „Reifen“ („Tire“ bzw. „Tyre“) in Singular und Plural.